# Deutsche Straßen-Radmeisterschaften 2013
Die Deutschen Straßen-Radmeisterschaften 2013 fanden vom 21. bis 23. Juni in Wangen im Allgäu sowie das Straßenrennen der U23 am 2. Juni in Auenstein (Ilsfeld) statt.

## Einzelzeitfahren

Logo der Straßen-Radmeisterschaften

### Frauen
| Platz | Athletin            | Zeit          |
| ----- | ------------------- | ------------- |
| 1     | Lisa Brennauer      | 34:47,57 min  |
| 2     | Trixi Worrack       | + 0:11,14 min |
| 3     | Esther Fennel       | + 0:25,01 min |
| 4     | Hanka Kupfernagel   | + 0:31,25 min |
| 5     | Charlotte Becker    | + 1:17,30 min |
| 6     | Elke Gebhardt       | + 1:30,03 min |
| 7     | Stephanie Pohl      | + 1:30,59 min |
| 8     | Claudia Häusler     | + 1:41,10 min |
| 9     | Adelheid Schütz     | + 1:45,34 min |
| 10    | Lina-Kristin Schink | + 1:55,14 min |

Länge: 25,3 km 

Start: Freitag, 21. Juni, Start 14:00 Uhr MESZ 

Strecke: Wangen im Allgäu-B12 bis Abzweig Eisenharz und zurück.

Durchschnittsgeschwindigkeit der Siegerin: 43,63 km/h
Es kamen 49 Athletinnen ins Ziel.

### Männer
| Platz | Athlet             | Zeit          |
| ----- | ------------------ | ------------- |
| 1     | Tony Martin        | 1:00:58,43 h  |
| 2     | Patrick Gretsch    | + 1:33,39 min |
| 3     | Stefan Schumacher  | + 1:53,34 min |
| 4     | Lars Teutenberg    | + 2:47,89 min |
| 5     | Dominik Nerz       | + 3:17,78 min |
| 6     | Nikias Arndt       | + 3:22,98 min |
| 7     | Sven Forberger     | + 3:27,90 min |
| 8     | Friedrich Meingast | + 4:40,84 min |
| 9     | Bert Grabsch       | + 4:43,10 min |
| 10    | Jan-Niklas Droste  | + 5:22,15 min |

Länge: 50,48 km 

Start: Freitag, 21. Juni, Start 17:30 Uhr MESZ 

Strecke: Wangen im Allgäu-B12 bis Abzweig Eisenharz und zurück. Zwei Runden.

Durchschnittsgeschwindigkeit des Siegers: 49,67 km/h
Es kamen 22 Athleten ins Ziel.

### Männer U23
| Platz | Athlet            | Zeit          |
| ----- | ----------------- | ------------- |
| 1     | Jasha Sütterlin   | 31:05,18 min  |
| 2     | Nils Politt       | + 0:47,92 min |
| 3     | Yannick Gruner    | + 1:00,29 min |
| 4     | Kersten Thiele    | + 1:03,20 min |
| 5     | Matthias Plarre   | + 1:06,19 min |
| 6     | Jan Brockhoff     | + 1:12,33 min |
| 7     | Moritz Schaffner  | + 1:17,64 min |
| 8     | Felix Donath      | + 1:26,46 min |
| 9     | Ruben Zepuntke    | + 1:30,37 min |
| 10    | Christopher Muche | + 1:36,97 min |

Länge: 25,3 km 

Start: Freitag, 21. Juni, Start 15:30 Uhr MESZ 

Strecke: Wangen im Allgäu-B12 bis Abzweig Eisenharz und zurück.

Durchschnittsgeschwindigkeit des Siegers: 48,83 km/h
Es kamen 71 Athleten ins Ziel.

## Straßenrennen

### Frauen
| Platz | Athletin                 | Zeit       |
| ----- | ------------------------ | ---------- |
| 1     | Trixi Worrack            | 3:02,09 h  |
| 2     | Elke Gebhardt            | + 0:00 min |
| 3     | Romy Kasper              | + 0:00 min |
| 4     | Claudia Häusler          | + 0:00 min |
| 5     | Anna-Bianca Schnitzmeier | + 0:00 min |
| 6     | Esther Fennel            | + 0:00 min |
| 7     | Lisa Brennauer           | + 0:00 min |
| 8     | Carolin Schiff           | + 0:00 min |
| 9     | Melanie Hessling         | + 0:00 min |
| 10    | Kathrin Hammes           | + 0:05 min |

Länge: 112,14 km 

Start: Samstag, 22. Juni, Start 14.00 Uhr MESZ 

Strecke: Rundstrecke (3. Runden) Wangen-Allewinden-Leupolz-Karsee-Grenis-Hanober-Amtzell-Haslach-Pflegelberg-Primisweiler-Niederwangen-Wangen 37,38 km

Durchschnittsgeschwindigkeit der Siegerin: 36,94 km/h
Es kamen 57 Athletinnen ins Ziel.

### Männer
| Platz | Athlet              | Zeit       |
| ----- | ------------------- | ---------- |
| 1     | André Greipel       | 5:17:03 h  |
| 2     | Gerald Ciolek       | + 0:00 min |
| 3     | John Degenkolb      | + 0:00 min |
| 4     | Marcel Meisen       | + 0:00 min |
| 5     | Paul Voß            | + 0:00 min |
| 6     | Stefan Schumacher   | + 0:00 min |
| 7     | Silvio Herklotz     | + 0:00 min |
| 8     | Paul Martens        | + 0:00 min |
| 9     | Raphael Freienstein | + 0:00 min |
| 10    | Marcus Burghardt    | + 0:00 min |

Länge: 224,2 km 

Start: Sonntag, 23. Juni, Start 11.00 Uhr MESZ 

Strecke: Rundstrecke (6. Runden) Wangen-Allewinden-Leupolz-Karsee-Grenis-Hanober-Amtzell-Haslach-Pflegelberg-Primisweiler-Niederwangen-Wangen 37,38 km 

Durchschnittsgeschwindigkeit des Siegers: 42,43 km/h
Es kamen 101 Athleten ins Ziel.

### Männer U23
| Platz | Athlet              | Zeit       |
| ----- | ------------------- | ---------- |
| 1     | Silvio Herklotz     | 4:03:30 h  |
| 2     | Maximilian Werda    | + 0:50 min |
| 3     | Raphael Freienstein | + 2:48 min |
| 4     | Nikodemus Holler    | + 2:50 min |
| 5     | Florian Scheit      | + 4:53 min |
| 6     | Ron Pfeifer         | + 4:53 min |
| 7     | Jonas Koch          | + 4:53 min |
| 8     | Rick Zabel          | + 5:22 min |
| 9     | Fabian Bruno        | + 5:22 min |
| 10    | Tim Schlichenmaier  | + 5:32 min |

2. Juni in Auenstein (Ilsfeld) statt.
Länge: 154 km 

Start: Sonntag, 2. Juni, Start 12:15 Uhr MESZ 

Strecke: Rundstrecke (17. Runden) Auenstein-Helfenberg-Beilstein-Auenstein  ca. 9,2 km 

Durchschnittsgeschwindigkeit des Siegers: 37,95 km/h
Es kamen 39 Athleten ins Ziel.